# 金水桥
金水桥是明清北京金水河上的多组桥梁，分别称内金水桥、外金水桥，始建于明朝永乐年间。

## 外金水桥

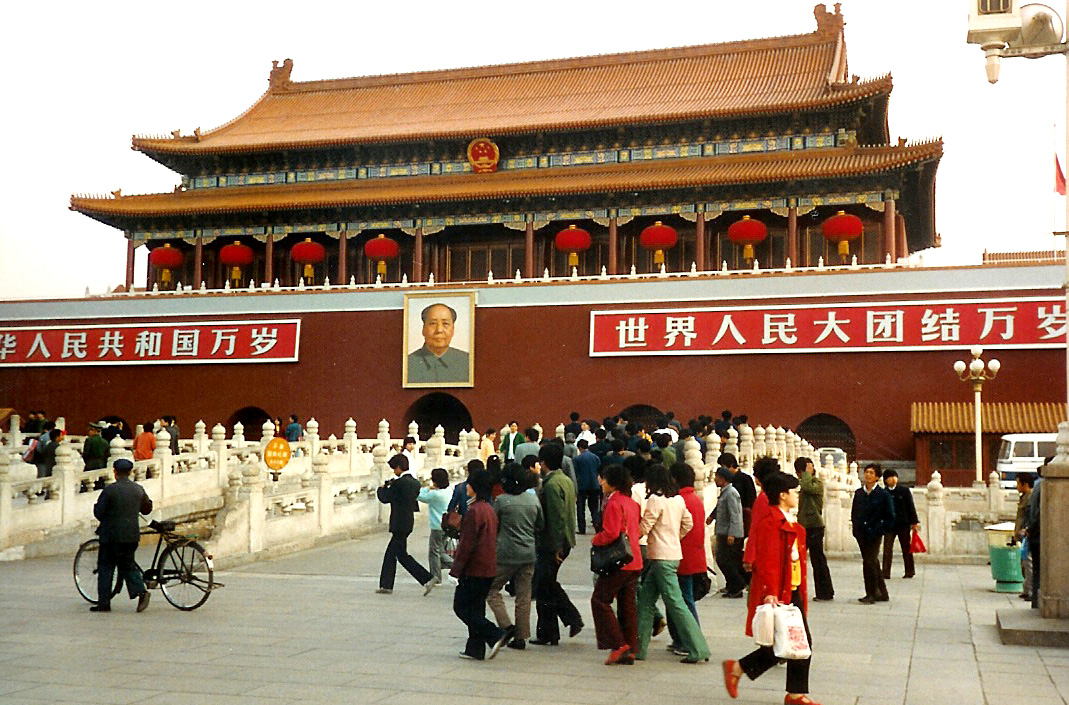
天安门前的外金水桥

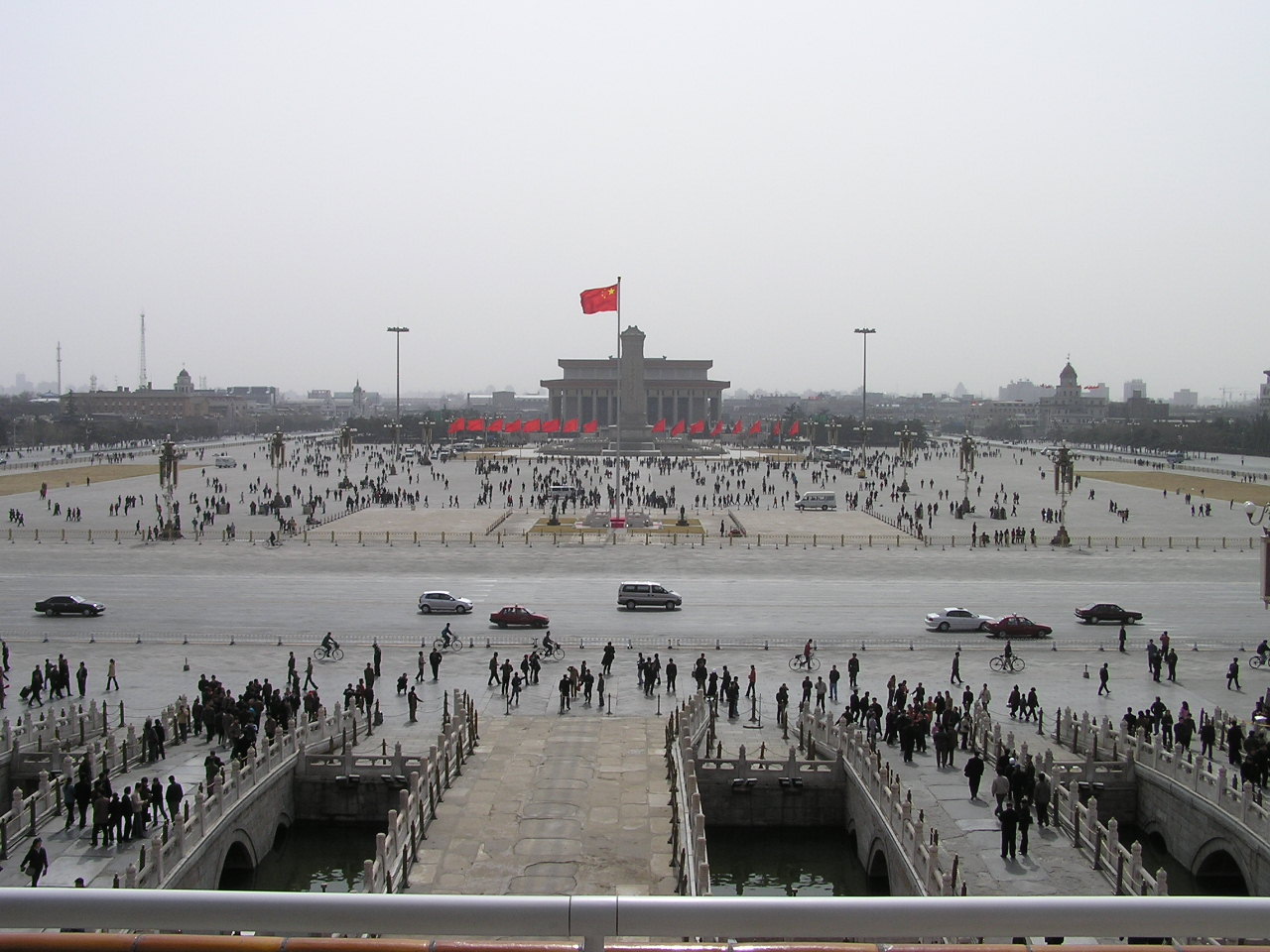
从天安门眺望天安门广场。图中下方为天安门前的外金水桥

外金水桥位于今天安门前的外金水河上，明朝初年为木桥，景泰年间始改为石桥。现存的外金水桥为五座并列的三孔拱券式汉白玉石桥。于清朝康熙二十九年（1690年）重建。中间一座称“御路桥”，东西各一座称东、西“王公桥”，最外侧东西各一座称东、西“品级桥”。
在外金水桥的东、西两侧，还各有一座拱券式汉白玉石桥，分别位于今北京市劳动人民文化宫、中山公园前的外金水河上。原先这两座桥均称“公生桥”，两座公生桥分别对着南面千步廊的东公生门、西公生门。现在有的也将这两座桥归入外金水桥的范围内，用外金水桥泛指这七座桥。
1982年1月10日，北京市出租汽车公司一司机因与公司发生矛盾，驾驶一辆小轿车冲进天安门广场游客人群中，致使五人死亡多人受伤。此次事件前，天安门广场和道路一直是连成一片，没有遮拦；此次事件后，广场上竖起不少栅栏及隔离墩，延续至今。
2009年，金水桥修缮工程修缮了全部七座桥，工程于2009年5月1日前全面竣工。
2013年10月28日发生“10·28”暴力恐怖袭击事件，天安门前的外金水桥被撞受损，随后获得修复。
2024年7月27日，外金水橋作为「北京中轴线——中国理想都城秩序的杰作」的组成部分，入選世界遗产。

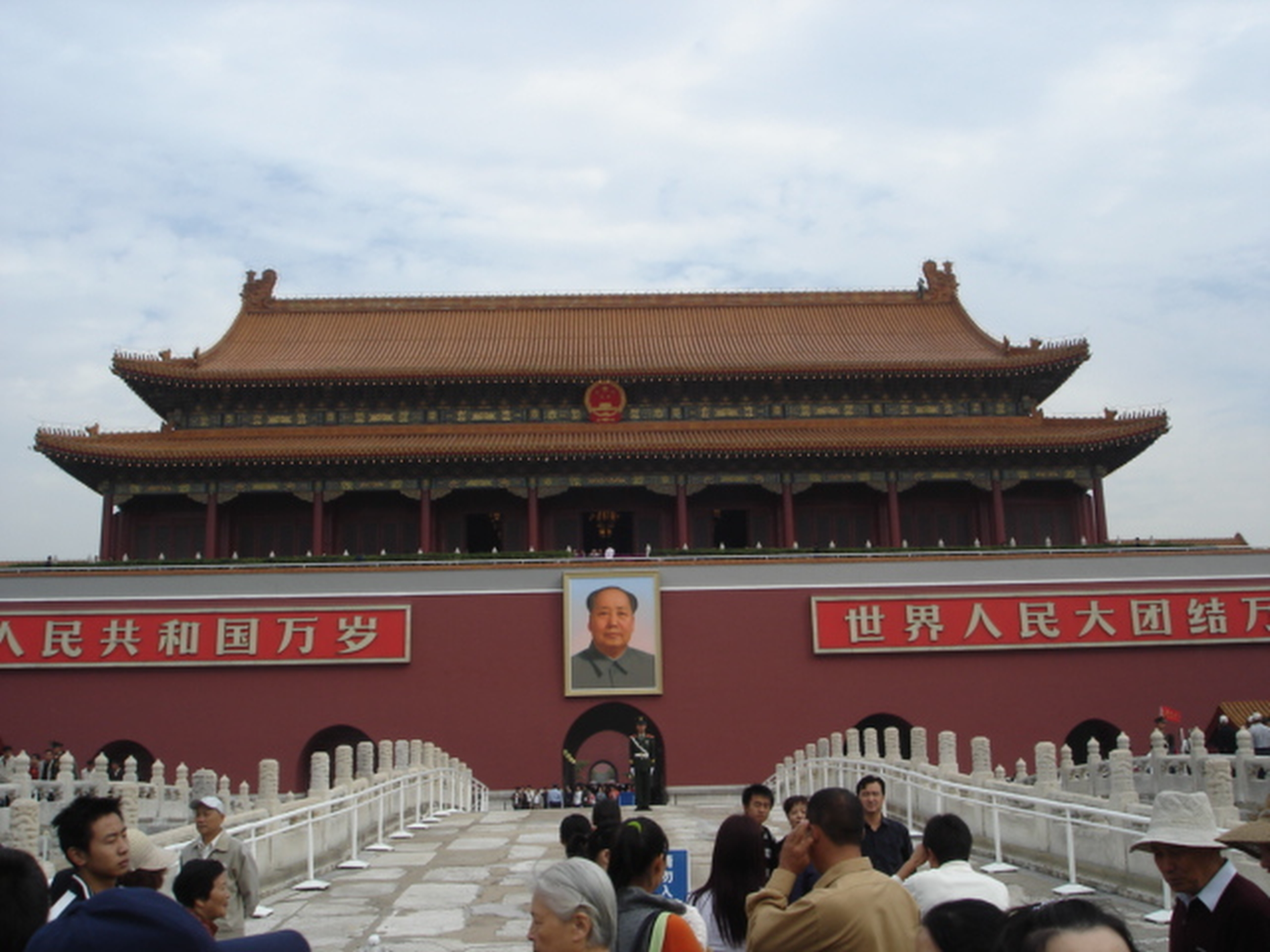
天安门前的外金水桥
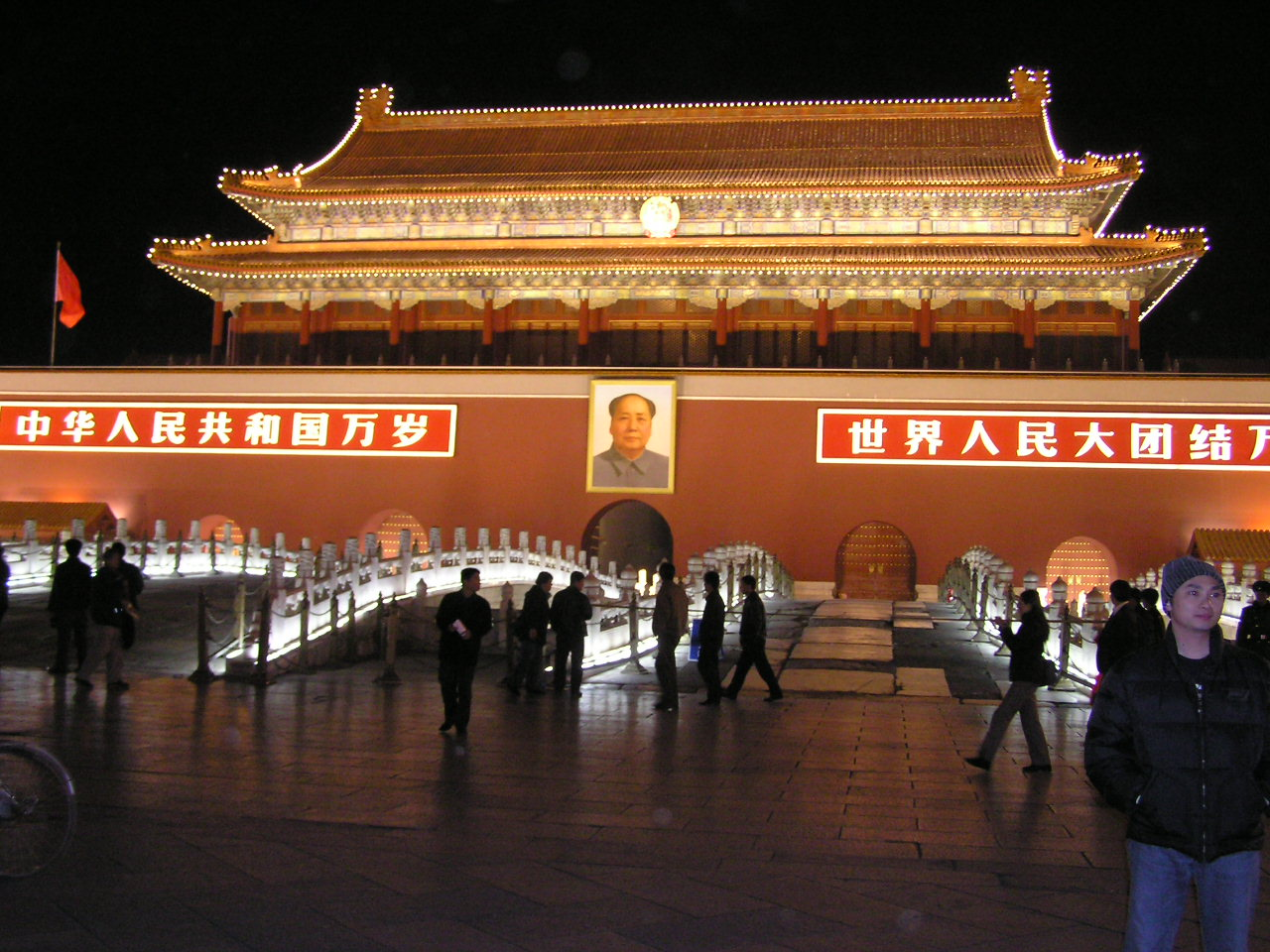
夜晚有射灯照射的天安门前的外金水桥
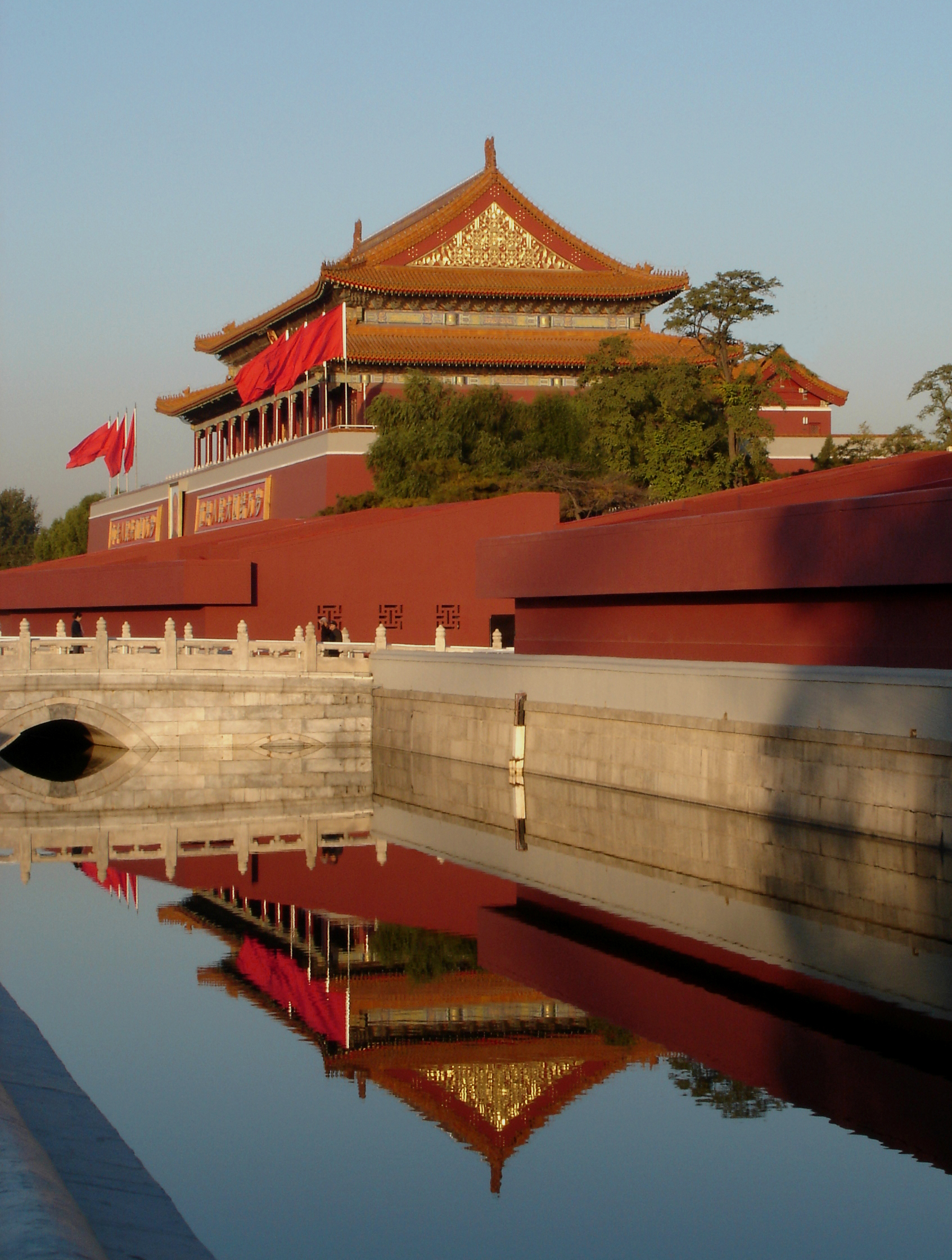
北京市劳动人民文化宫前的外金水桥
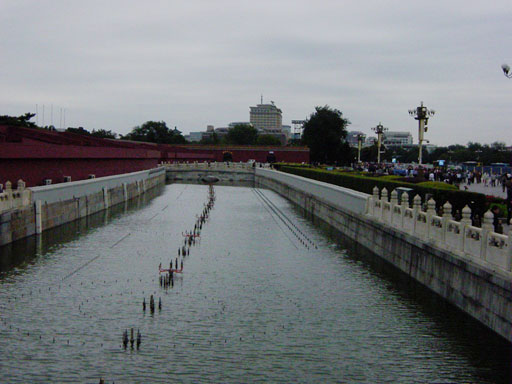
远处为北京市劳动人民文化宫前的外金水桥

## 内金水桥

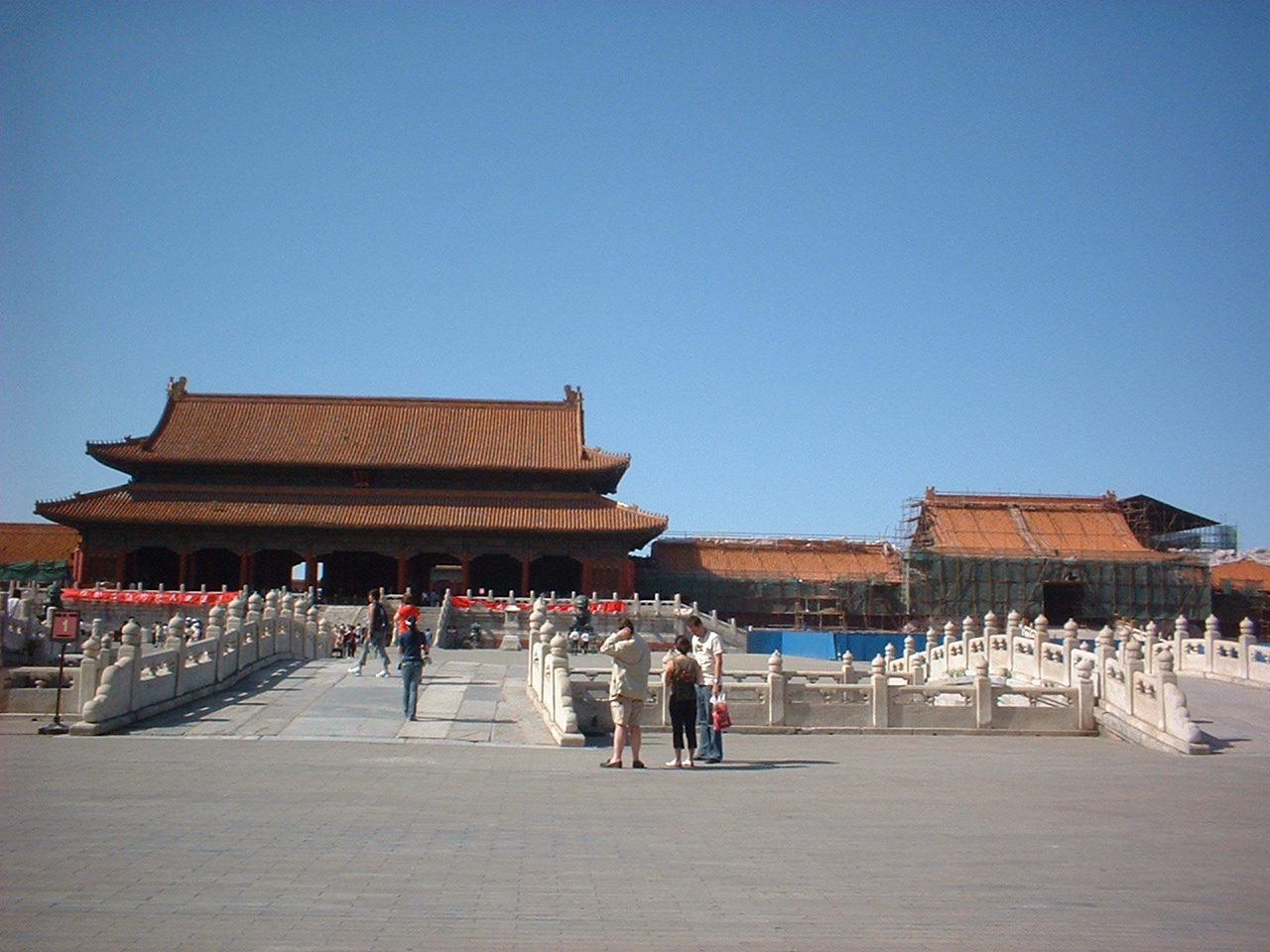
内金水桥与太和门

内金水桥位于今北京故宫内太和门前广场的内金水河上，为五座并列单孔拱券式汉白玉石桥。

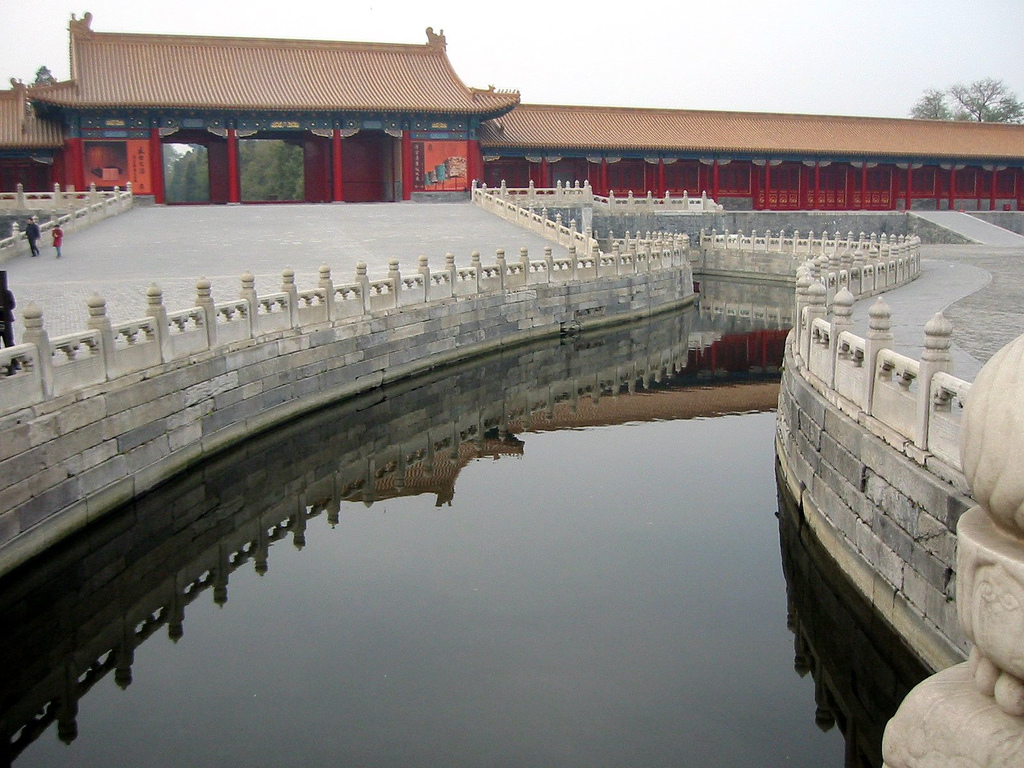
站在内金水桥最西侧向西眺望
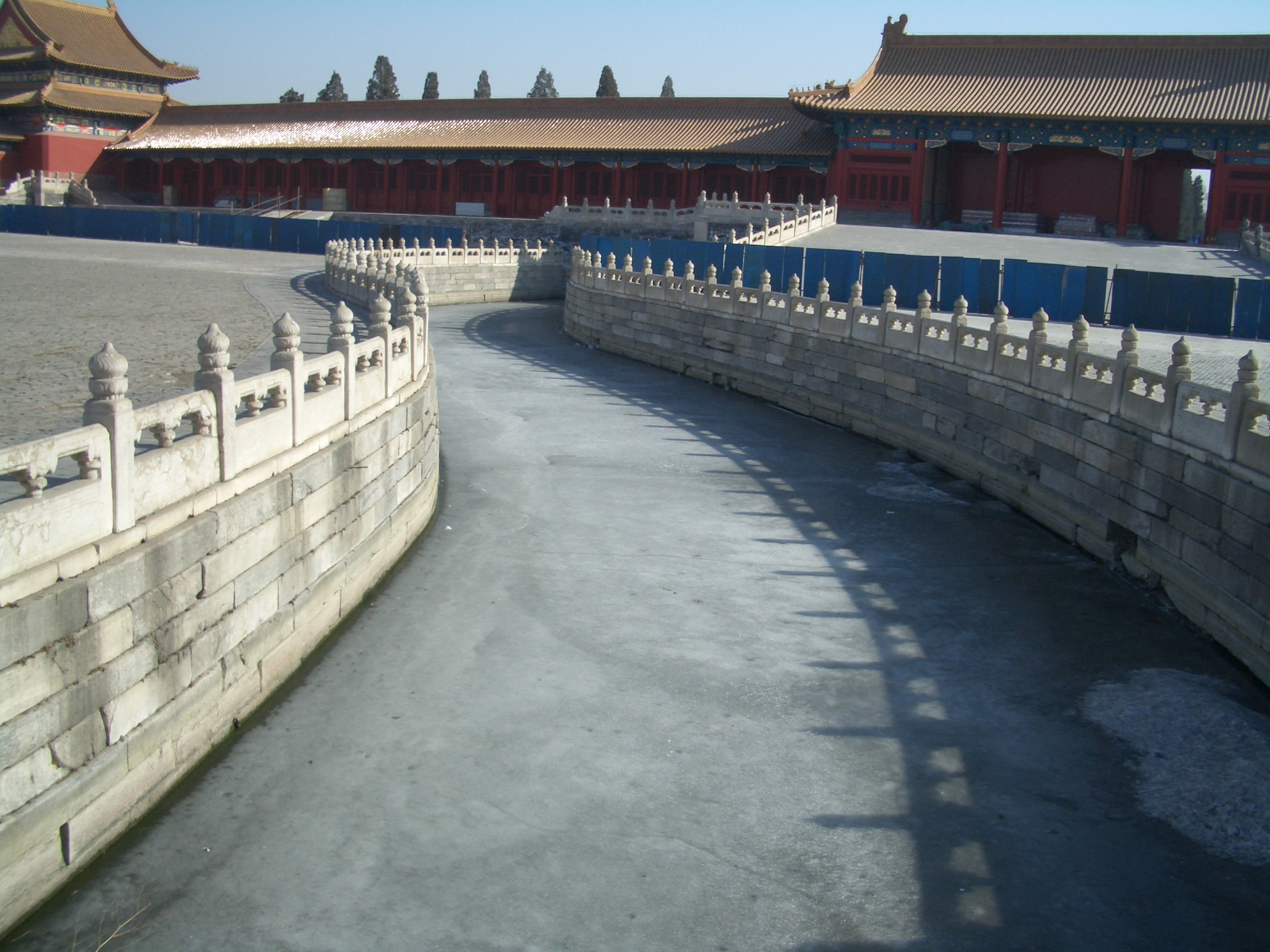
站在内金水桥最东侧向东眺望
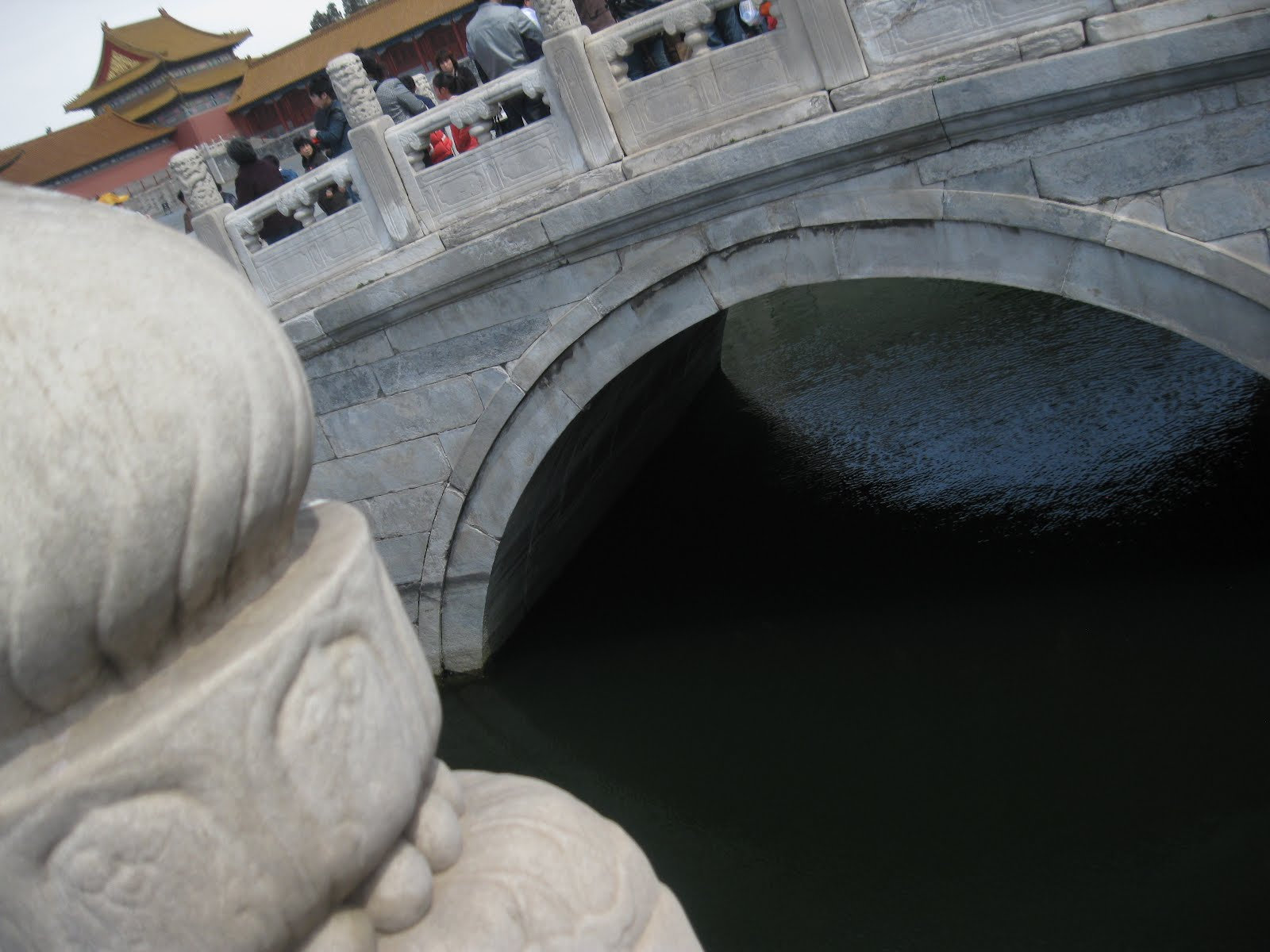
内金水桥桥下
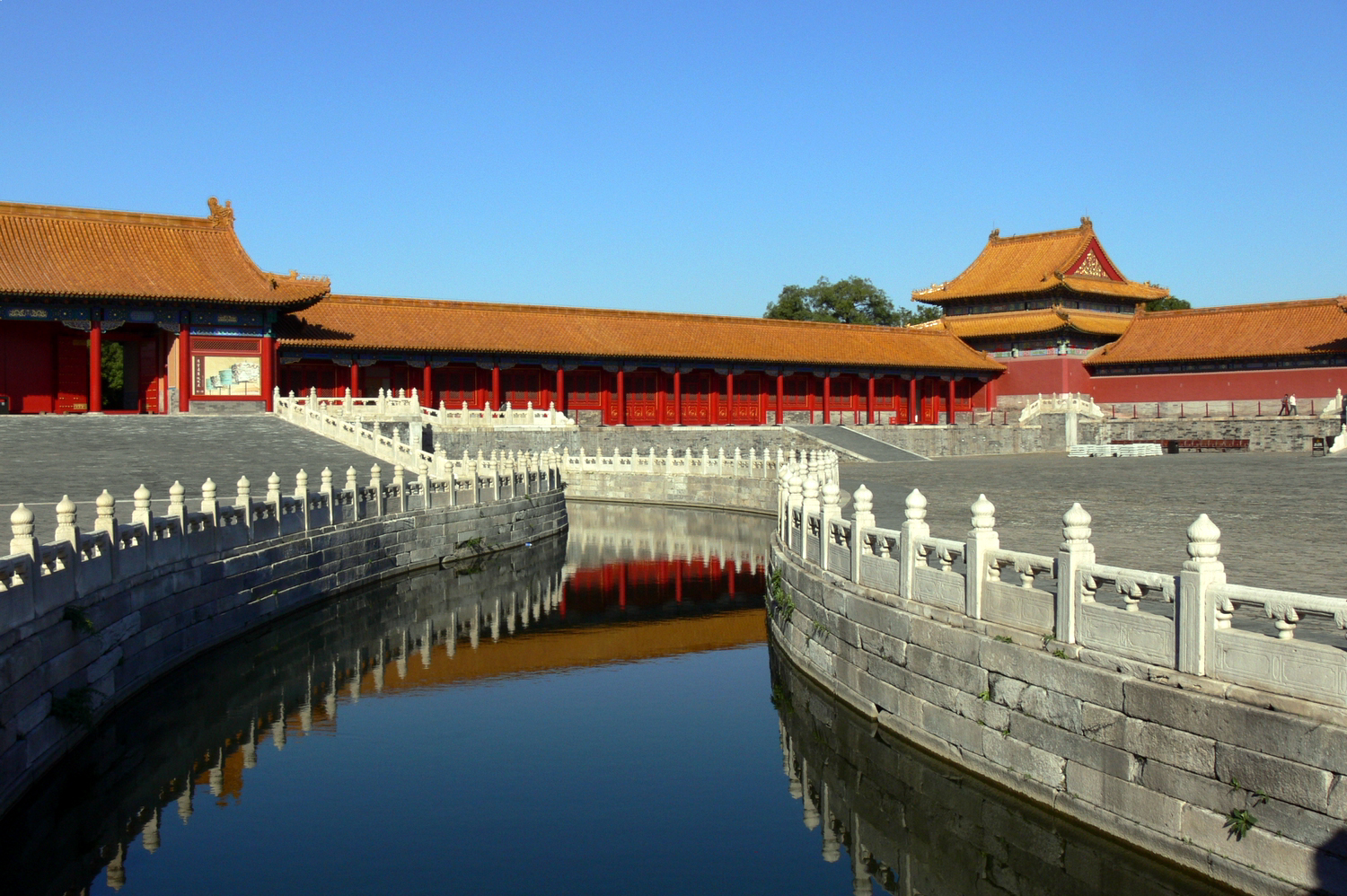
站在内金水桥最西侧向西眺望
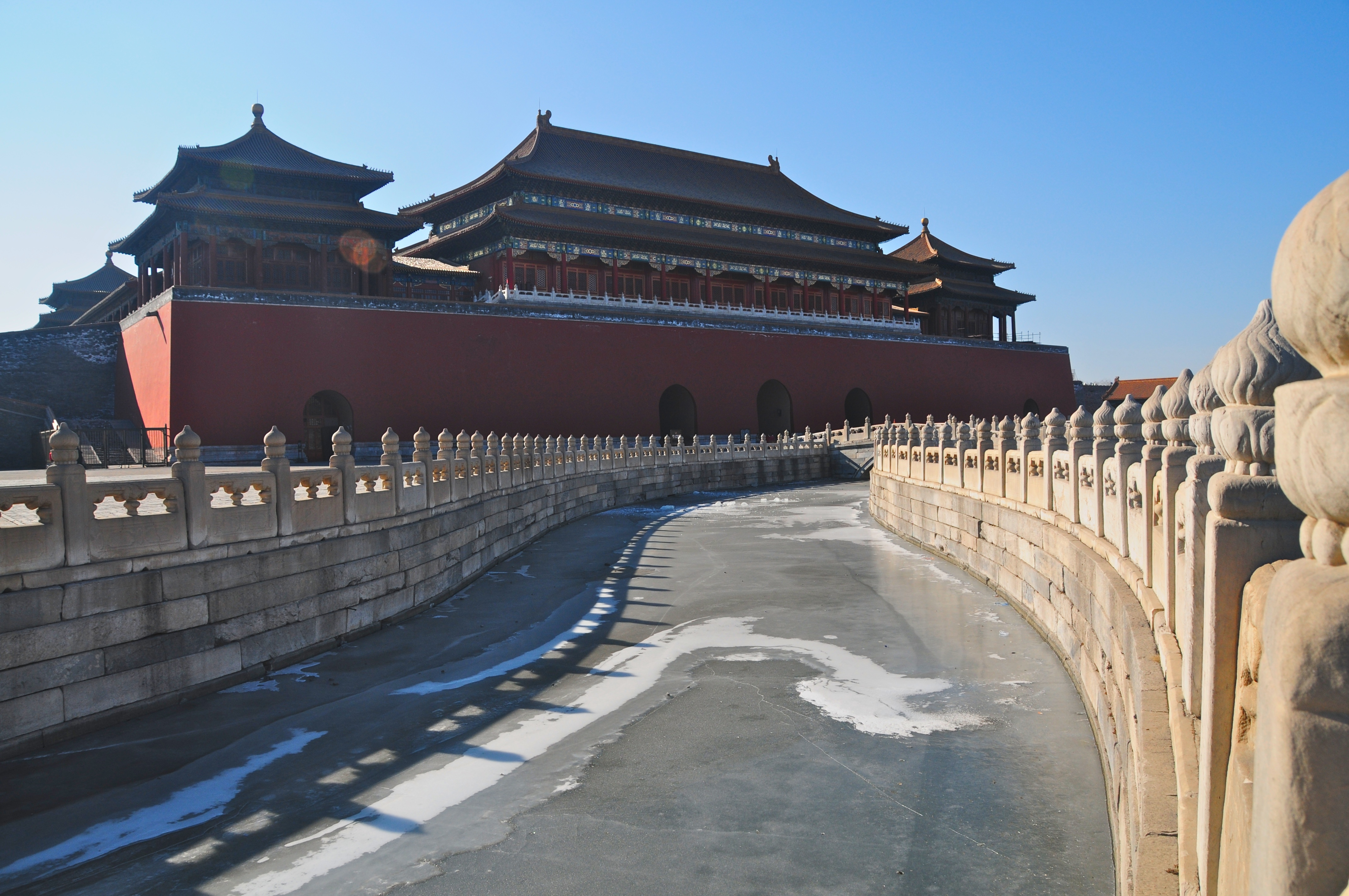
从东北方向看远处的内金水桥与午门
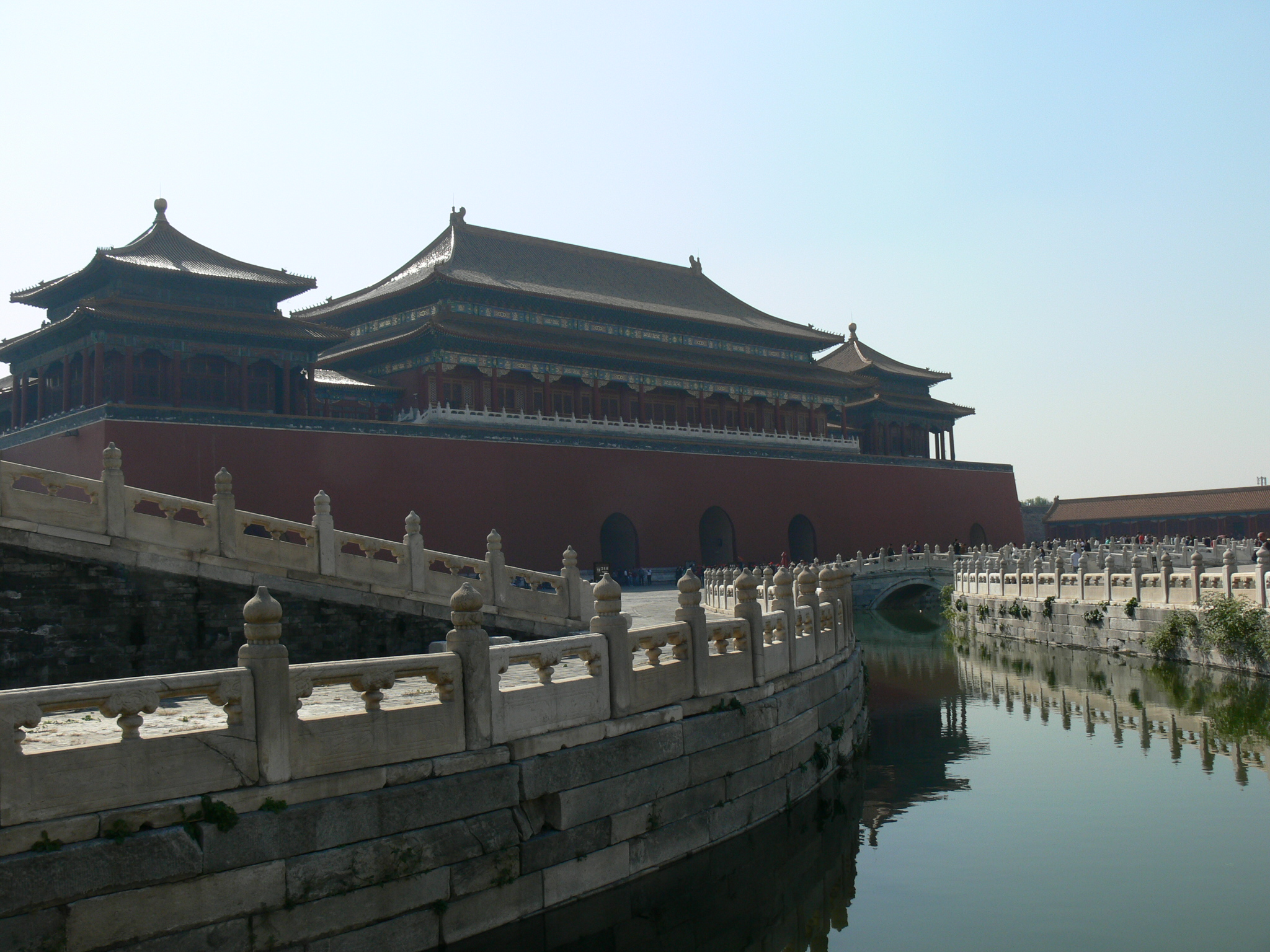
从东北方向看远处的内金水桥与午门

## 太庙金水桥
北京太庙（今北京市劳动人民文化宫）是明朝永乐十八年的建筑。太庙的戟门前有金水河流过，河上有7座汉白玉石桥，称金水桥。自明朝建成后，太庙金水桥曾在明清两朝多次维修。2001年，北京市人民政府将太庙牺牲所修缮和金水桥防风化保护列入市级以上文物抢险修缮计划。2003年11月起，北京市文物部门开始对太庙展开大规模修缮，重点是戟门前的7座金水桥和庙门内东南角的牺牲所。全部修缮工作于2004年11月19日完工。此次保护工程是近600年来唯一一次对太庙金水桥全面保护兼大规模修缮。2005年1月，太庙金水桥大规模修缮验收，北京市文物局副局长孔繁峙对媒体介绍了工程情况。